# Nampé
Nampé è un comune rurale del Mali facente parte del circondario di Koutiala, nella regione di Sikasso.
Il comune è composto da 4 nuclei abitati:
- Baramba (centro principale)
- Fandièla
- Kesso
- N'Golokouna